# Marathon van Fukuoka 1973
De marathon van Fukuoka 1973 werd gelopen op zondag 2 december 1973. Het was de 27e editie van de marathon van Fukuoka. Aan deze wedstrijd mochten alleen mannelijke elitelopers deelnemen. De Amerikaan Frank Shorter kwam als eerste over de streep in 2:11.45,0.

## Uitslagen
| rang   | naam              | land | tijd      |
| ------ | ----------------- | ---- | --------- |
| Goud   | Frank Shorter     | USA  | 2:11.45,0 |
| Zilver | Brian Armstrong   | CAN  | 2:13.43,4 |
| Brons  | Eckhard Lesse     | GER  | 2:13.53,8 |
| 4      | Jon Anderson      | USA  | 2:15.52,8 |
| 5      | Kenichi Otsuki    | JPN  | 2:16.17,8 |
| 6      | Katsuyoshi Sakemi | JPN  | 2:18.16   |
| 7      | Takeshi So        | JPN  | 2:19.08   |
| 8      | Tadaaki Ueoka     | JPN  | 2:19.14   |
| 9      | Nobuyoshi Takata  | JPN  | 2:19.27   |
| 10     | Shigeki Seri      | JPN  | 2:19.36   |
| 11     | Hiromi Sonoda     | JPN  | 2:20.22   |

1947 ·
1948 ·
1949 ·
1950 ·
1951 ·
1952 ·
1953 ·
1954 ·
1955 ·
1956 ·
1957 ·
1958 ·
1959 ·
1960 ·
1961 ·
1962 ·
1963 ·
1964 ·
1965 ·
1966 ·
1967 ·
1968 ·
1969 ·
1970 ·
1971 ·
1972 ·
1973 ·
1974 ·
1975 ·
1976 ·
1977 ·
1978 ·
1979 ·
1980 ·
1981 ·
1982 ·
1983 ·
1984 ·
1985 ·
1986 ·
1987 ·
1988 ·
1989 ·
1990 ·
1991 ·
1992 ·
1993 ·
1994 ·
1995 ·
1996 ·
1997 ·
1998 ·
1999 ·
2000 ·
2001 ·
2002 ·
2003 ·
2004 ·
2005 ·
2006 ·
2007 ·
2008 ·
2009 ·
2010 ·
2011 ·
2012 ·
2013 ·
2014 ·
2015 ·
2016 ·
2017